# Соино (Смоленская область)
Соино — деревня в Смоленской области России, в Хиславичском районе. Расположена в юго-западной части области в 26 км к юго-западу от Хиславичей, в 7 км восточнее границы с Беларусью на речке Скверетянка.
Население — 189 жителей (2007 год). Административный центр Соинского сельского поселения.

## История
В конце XIX века – владельческая деревня, принадлежащая купцу К. И. Мухину.
По данным 1910 года в Соино было центром Соинской волости Мстиславского уезда. Проживало в деревне 226 человек в 25 домах.

## Экономика
Средняя школа, магазин, сельхозпредприятие «Соино».